# Laportea canadensis
Laportea canadensis là loài thực vật có hoa trong họ Tầm ma. Loài này được (L.) Wedd. mô tả khoa học đầu tiên năm 1854.